# Gubbängsskolan

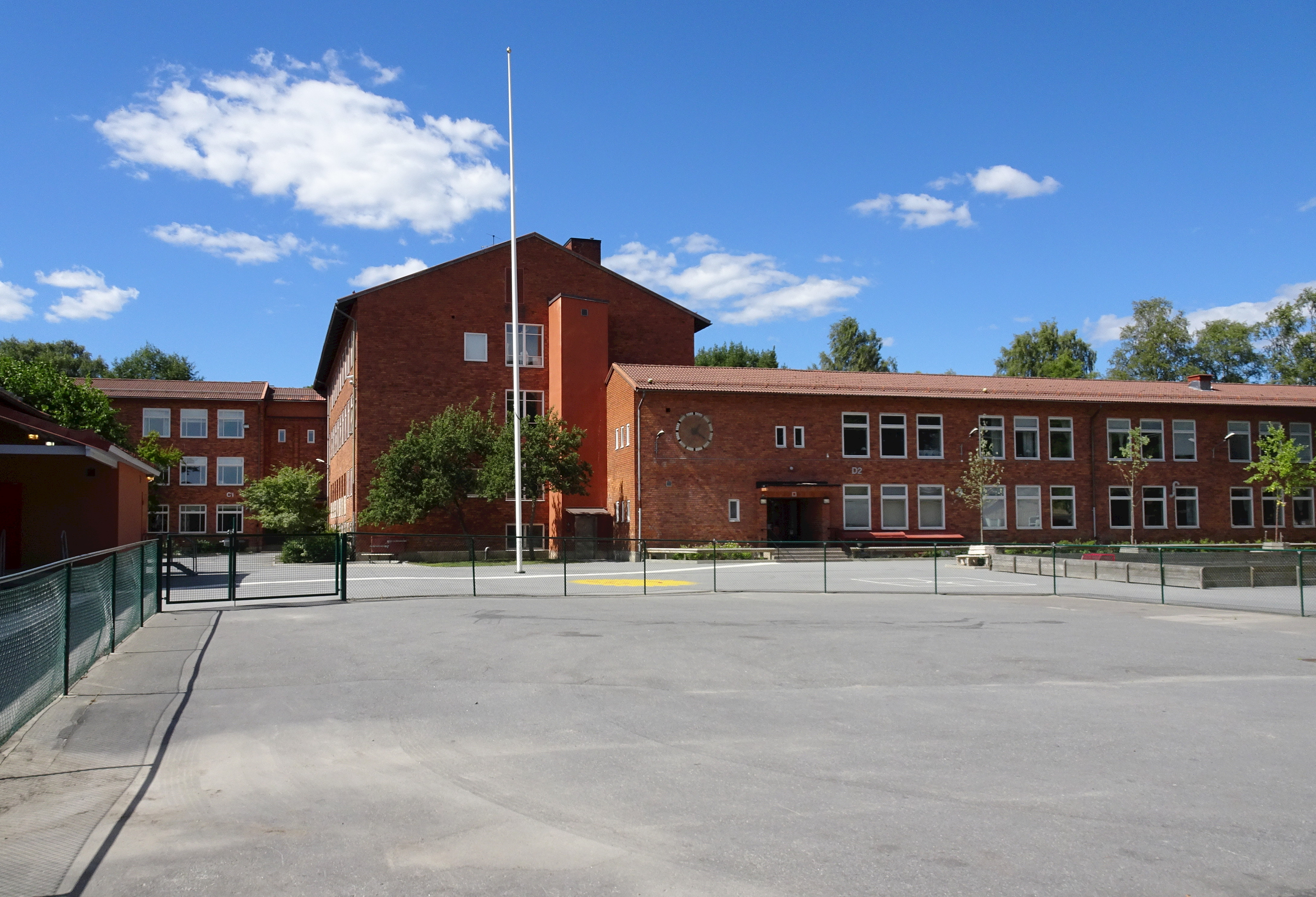
Gubbängsskolan, 2016.

Gubbängsskolan (tidigare Gubbängens folkskola) är en kommunal grundskola belägen vid Gubbängsvägen 63 i stadsdelen Gubbängen i södra Stockholm. Skolans byggnader uppfördes i slutet av 1940-talet efter ritningar av arkitekterna Helge Zimdahl och Nils Ahrbom. Dagens verksamhet omfattar allt från förskoleklasser upp till årskurs nio med cirka 740 elever.

## Historik

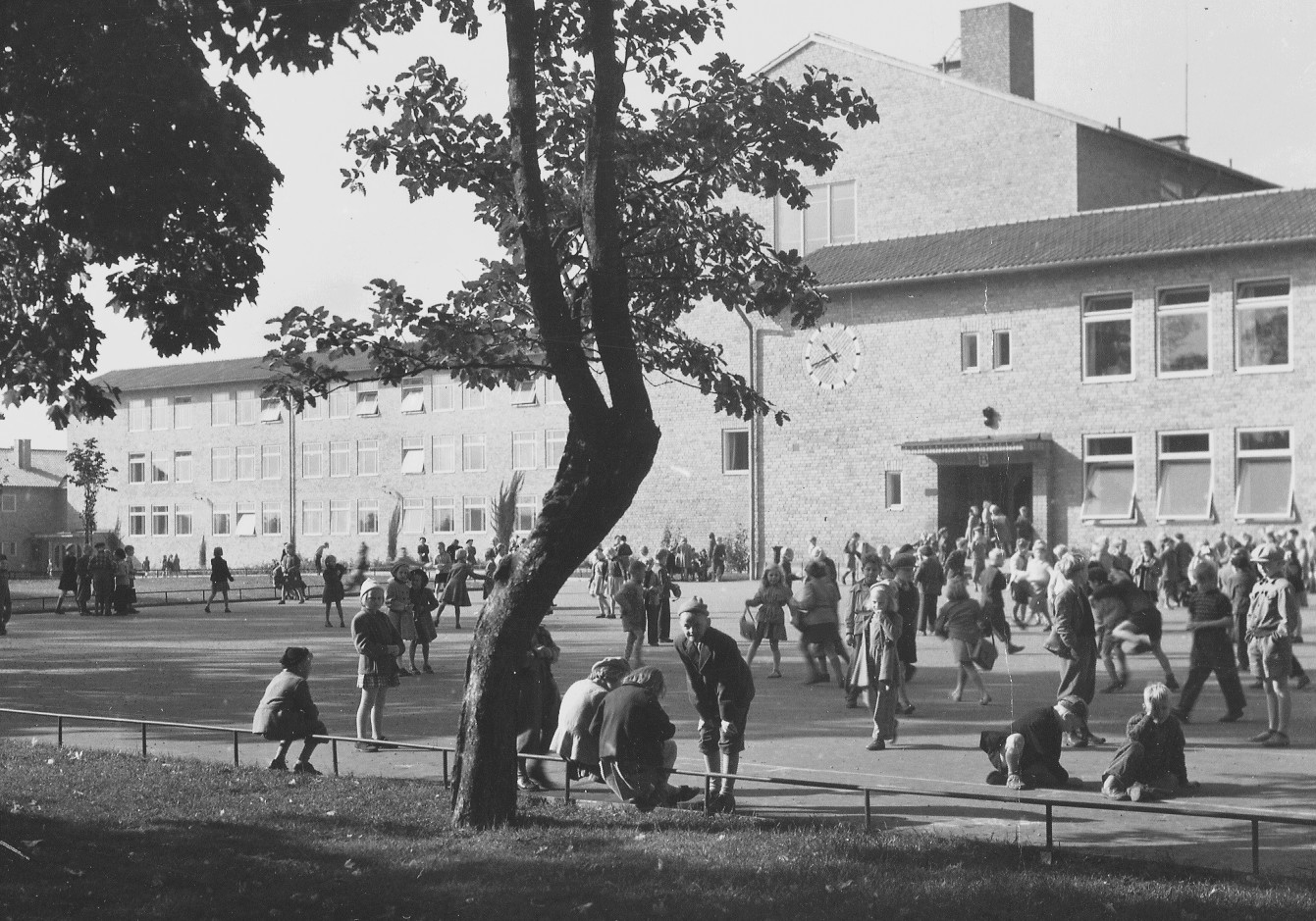
Gubbängens folkskola 1950.

I trakten byggdes redan 1880 en småskola som låg vid nuvarande Perstorpsvägen / Gamla Dalarövägen. Dagens Gubbängsskolan, ursprungligen kallad "Gubbängens folkskola", uppfördes i slutet av 1940-talet efter ritningar av arkitekterna Helge Zimdahl och Nils Ahrbom på den i stadsplanen från 1944 avsedda platsen. Avvikande från stadsplanen gav Zimdahl & Ahrbom dock det nya komplexet samma riktning som huvudaxeln för allén till Gubbängens gård, vars mangårdsbyggnad stod kvar på skolgården fram till 1965.
Anläggningen bestod till en början av två längor. Västra längan består av fyra byggnadskroppar, om två respektive tre våningar, placerade av i sidled förskjutna volymer. Här anordnades bland annat lektionssalar, lärarrum och personallokaler. Södra längan har tre byggnadskroppar. Den västra är i en våning och innehåller matsalen. Den i mitten är i två våningar och innehåller fritidshemmet. Den östra är i en våning och innehåller aulan. Samtliga fasader består av rött tegel. Alléns träd integrerades av Zimdahl & Ahrbom i den yttre miljön och är fortfarande bevarade liksom gårdens matkällare vid ingången till allén.
Under åren 1962 till 1968 tillkom en östra länga (kallad Gubbängsbadet) som blev skolans gymnastik- och simhallsbyggnad. Även här ansvarade Zimdahl & Ahrbom genom arkitekt Einar Lovén för en arkitektoniska utformningen. Alla tre byggnader är grönmarkerade av Stockholms stadsmuseum vilket betyder att bebyggelsen är särskilt värdefull från historisk, kulturhistorisk, miljömässig eller konstnärlig synpunkt.

## Historiska bilder
En bildserie från 1950 tagen av fotografen Lennart af Petersens.

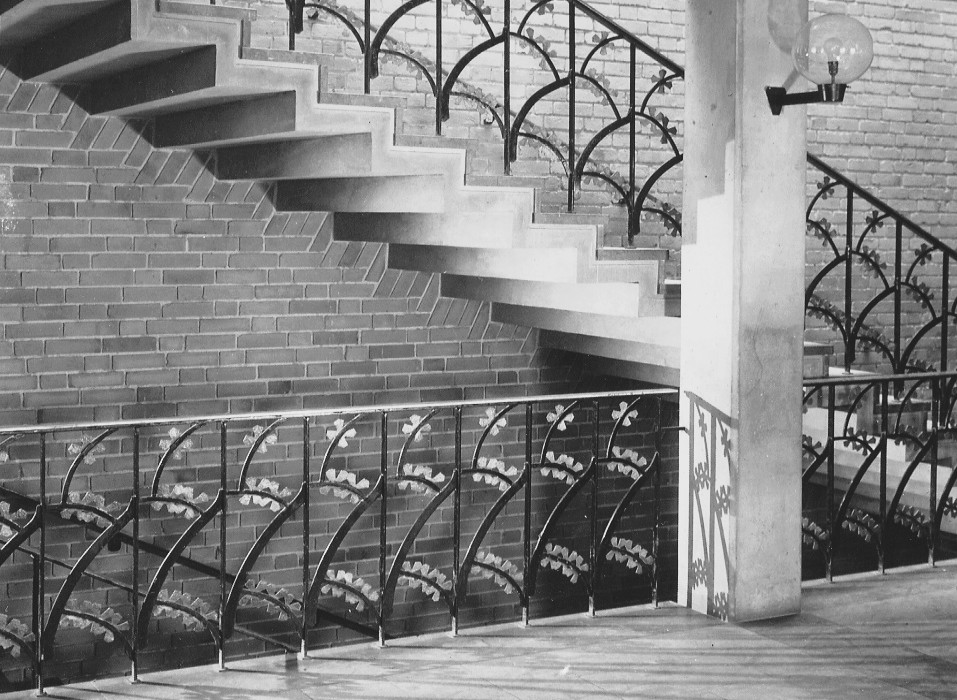
Trapphuset
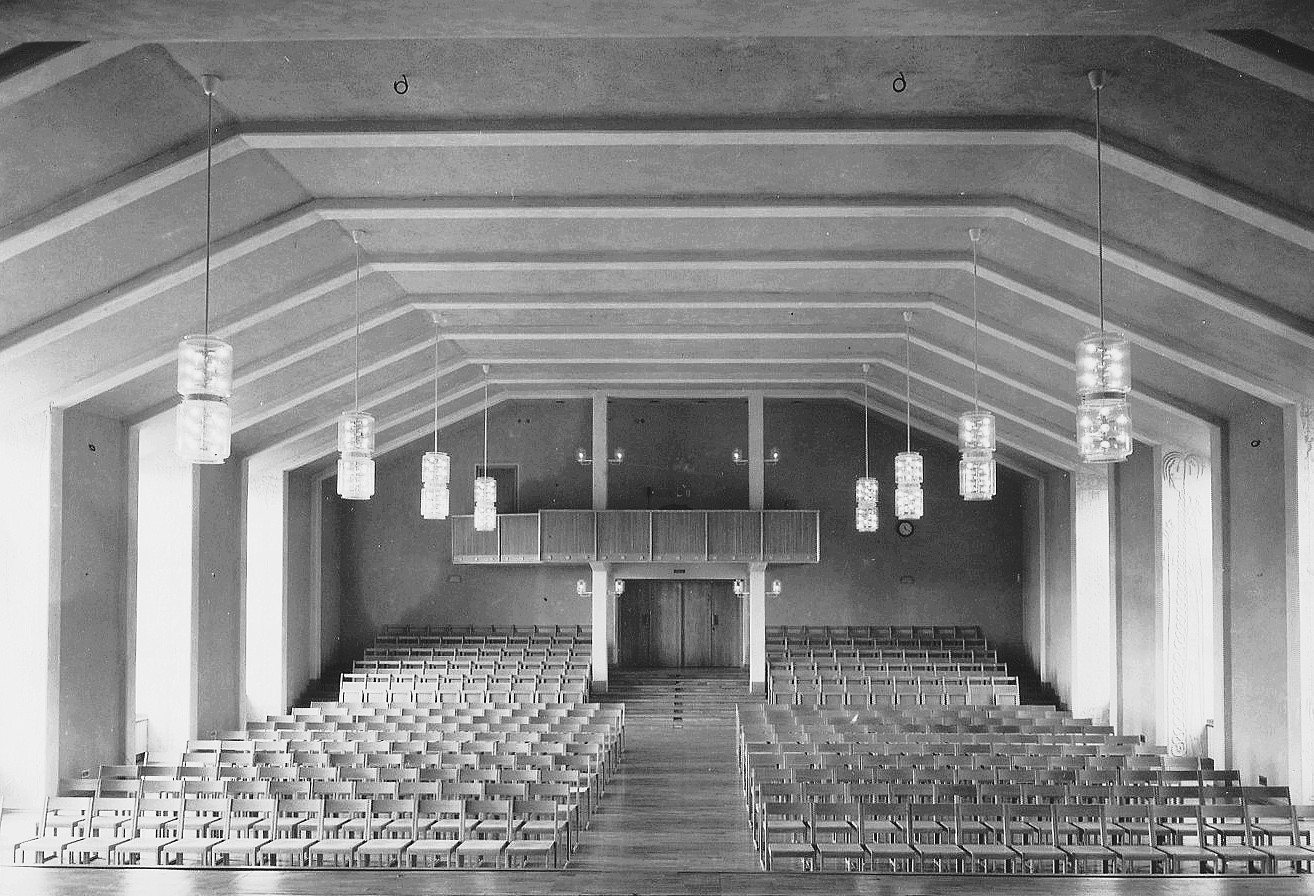
Aulan
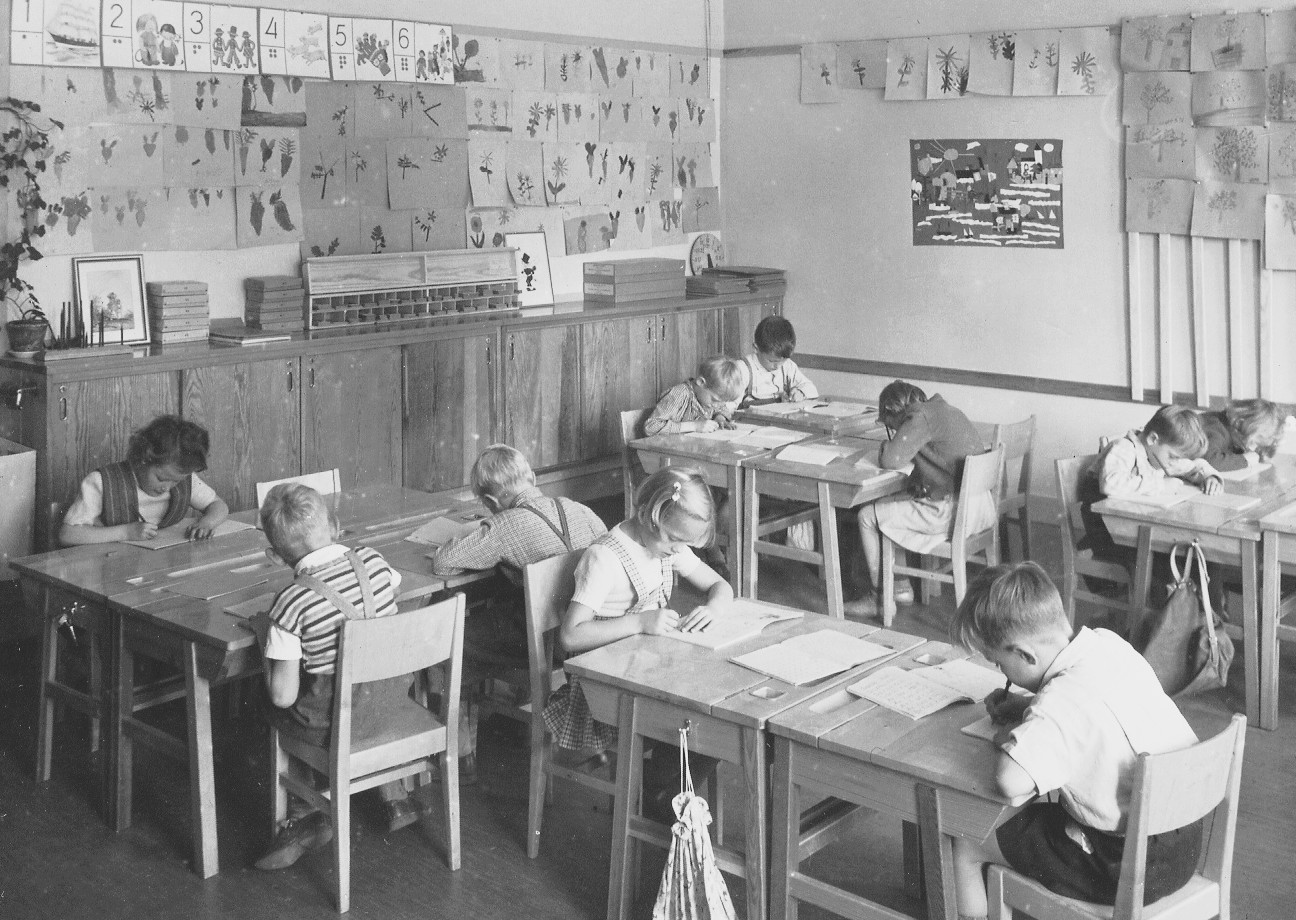
En lektionssal
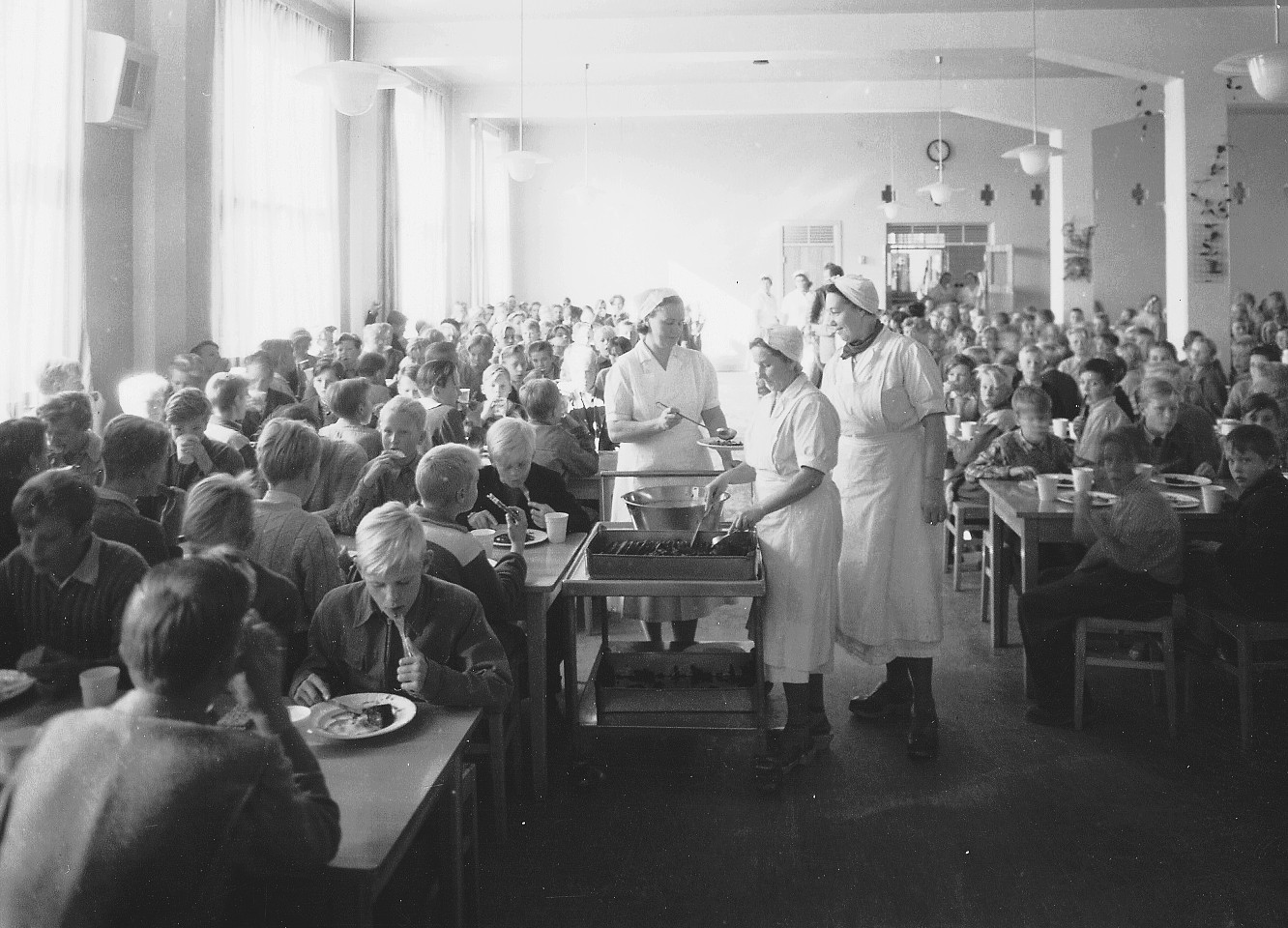
Matsal
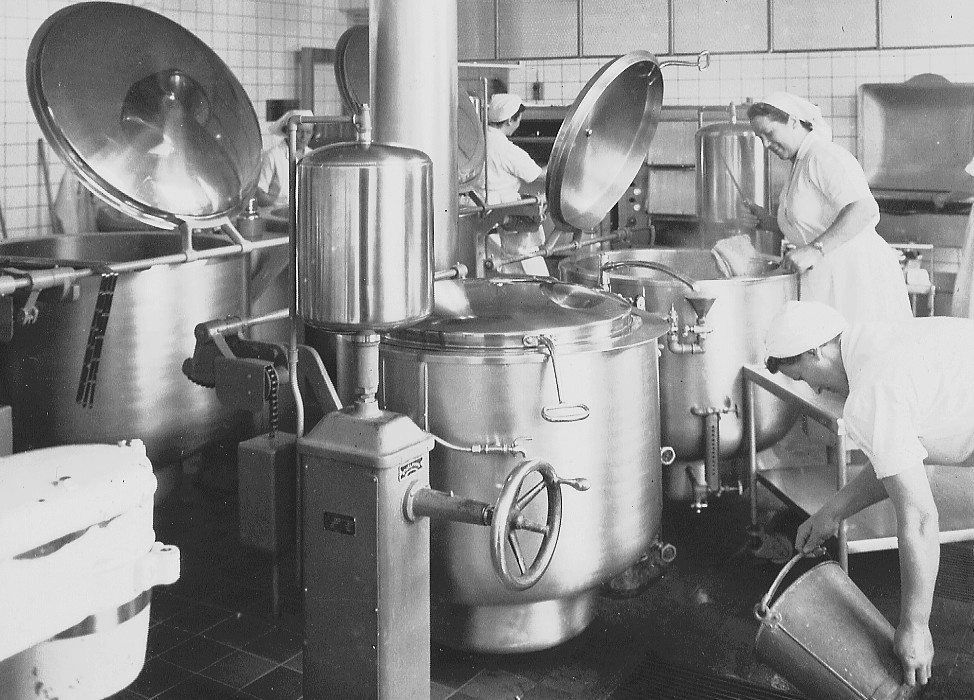
Skolköket

## Nutida bilder

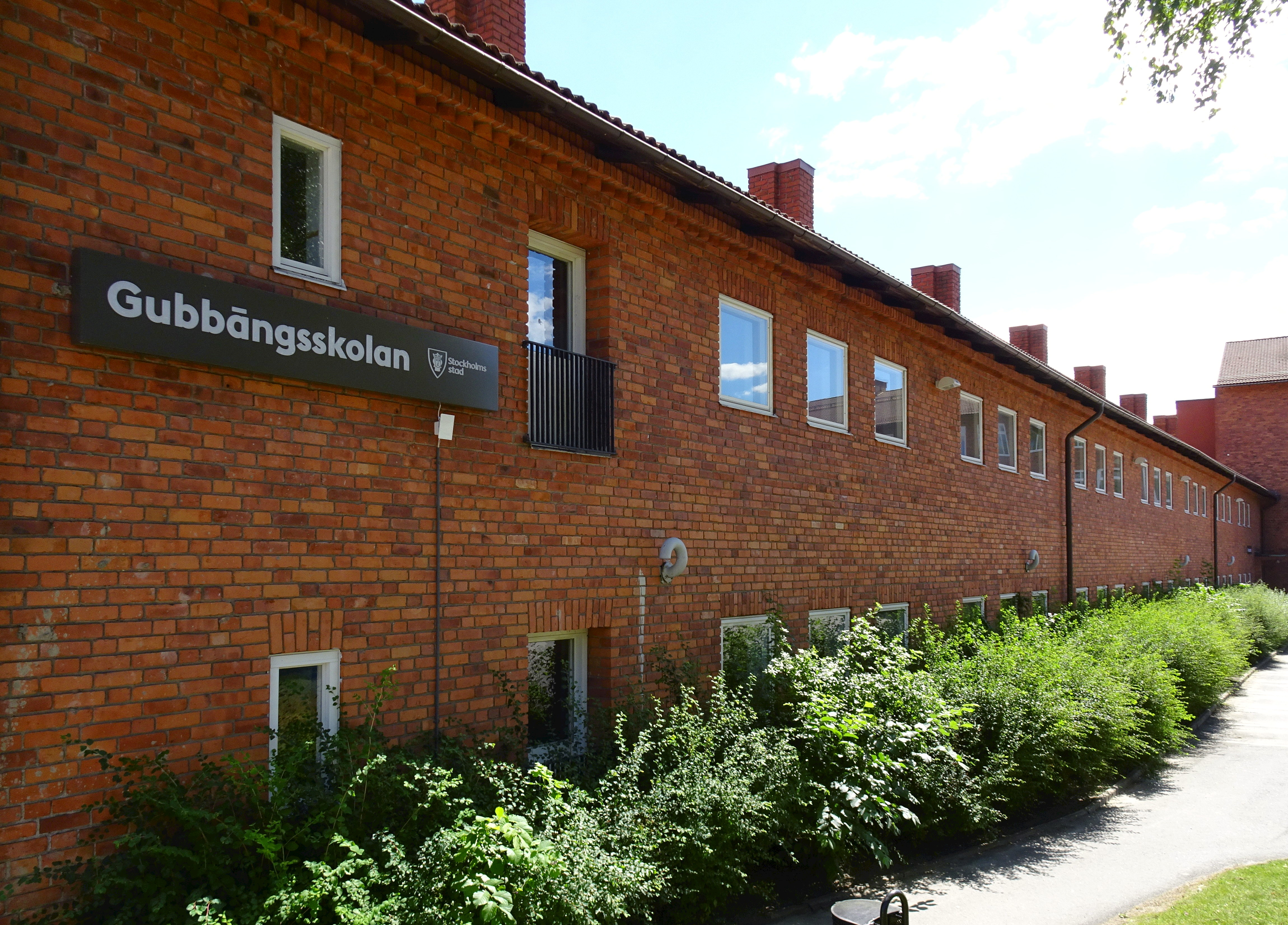
Västra längan
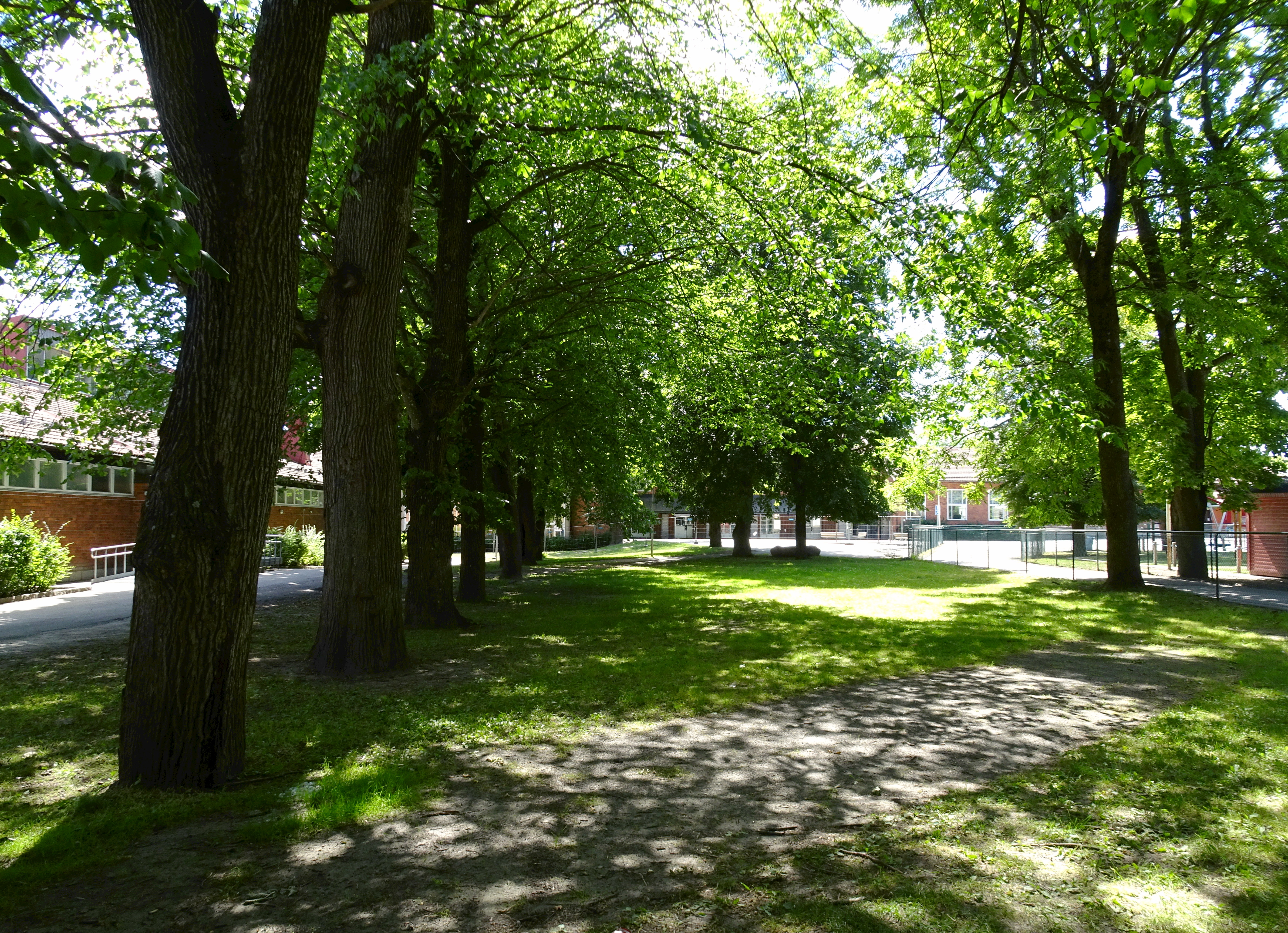
Gubbängsskolans allé
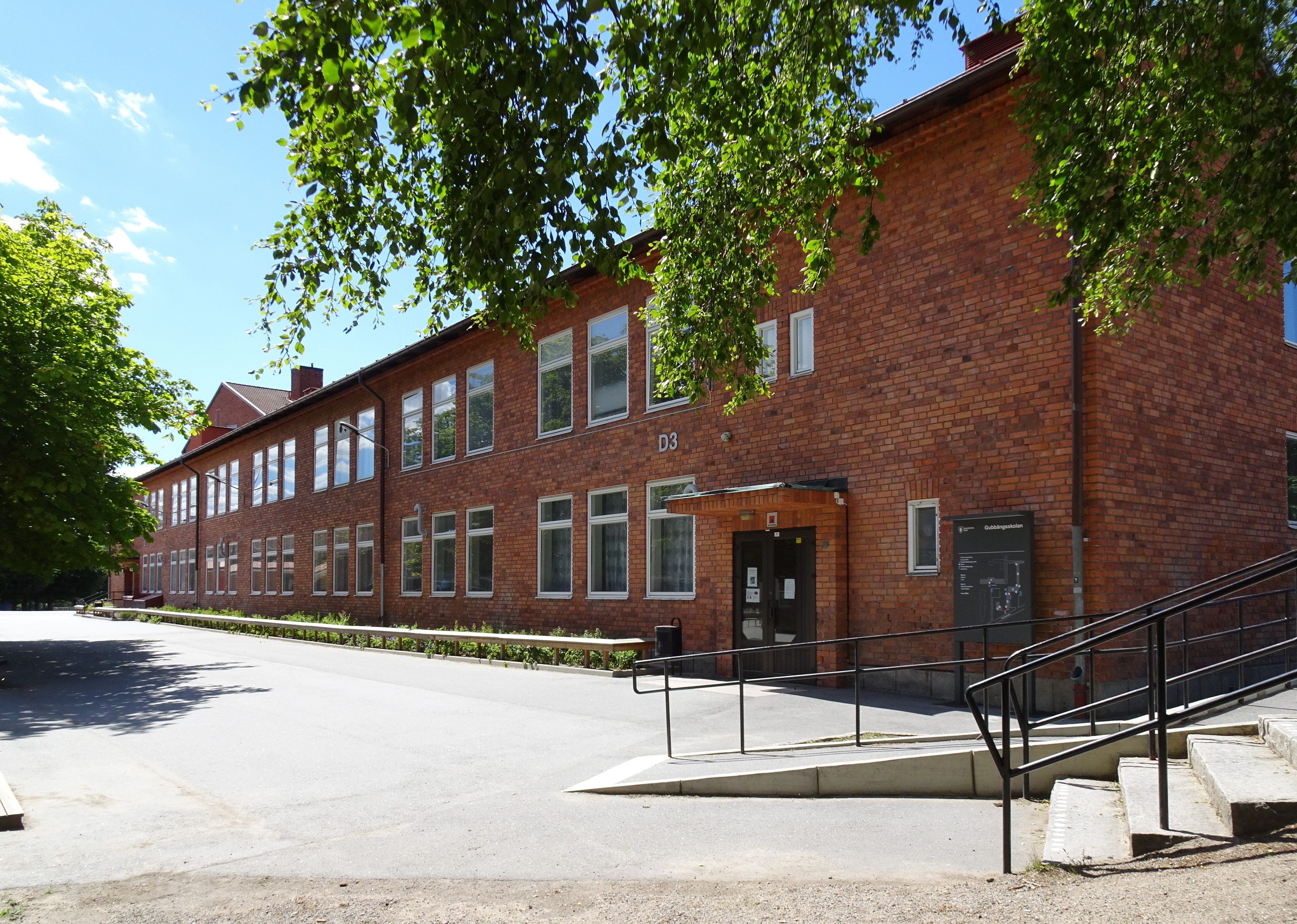
Västra längan
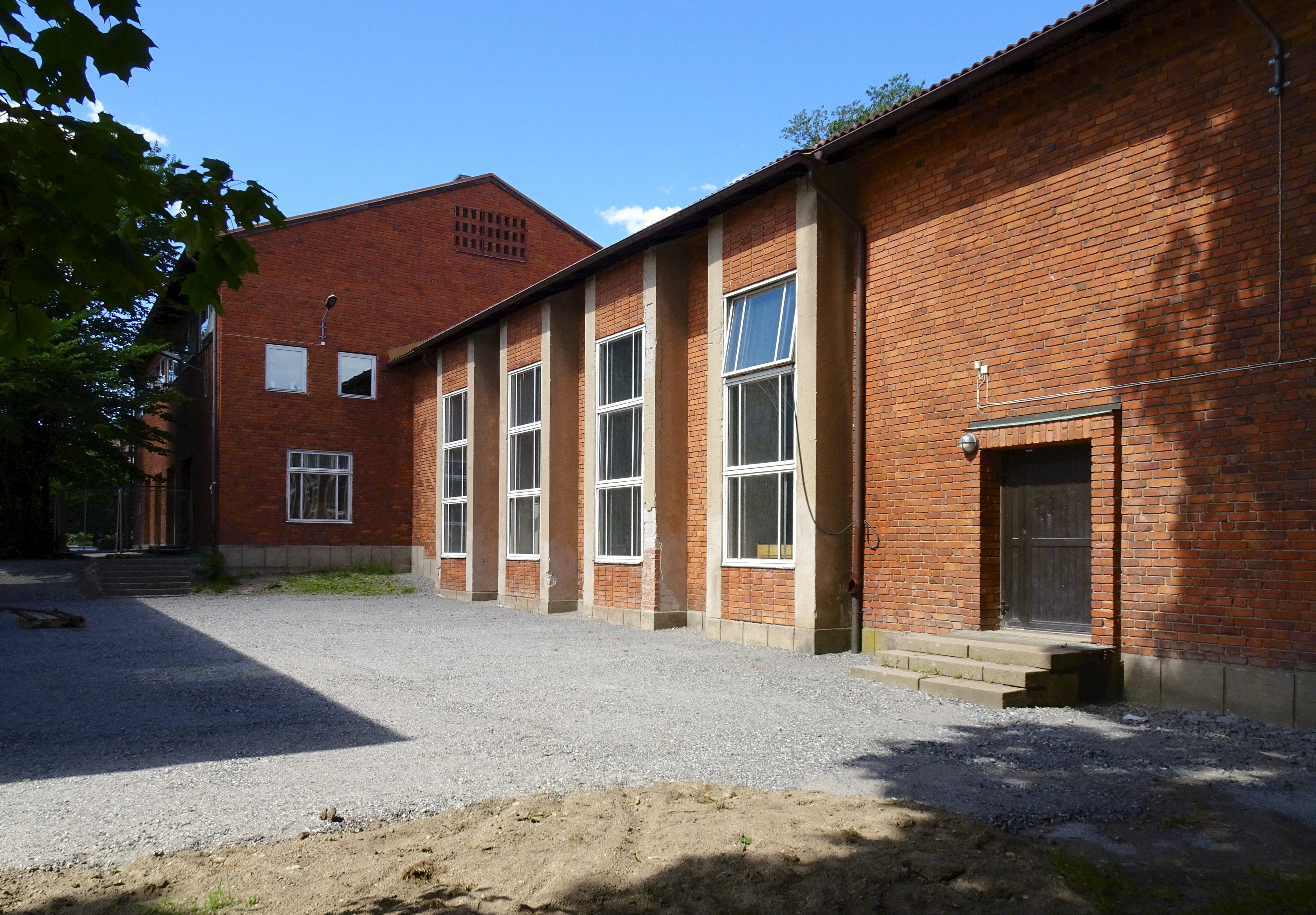
Södra längan (aulan)
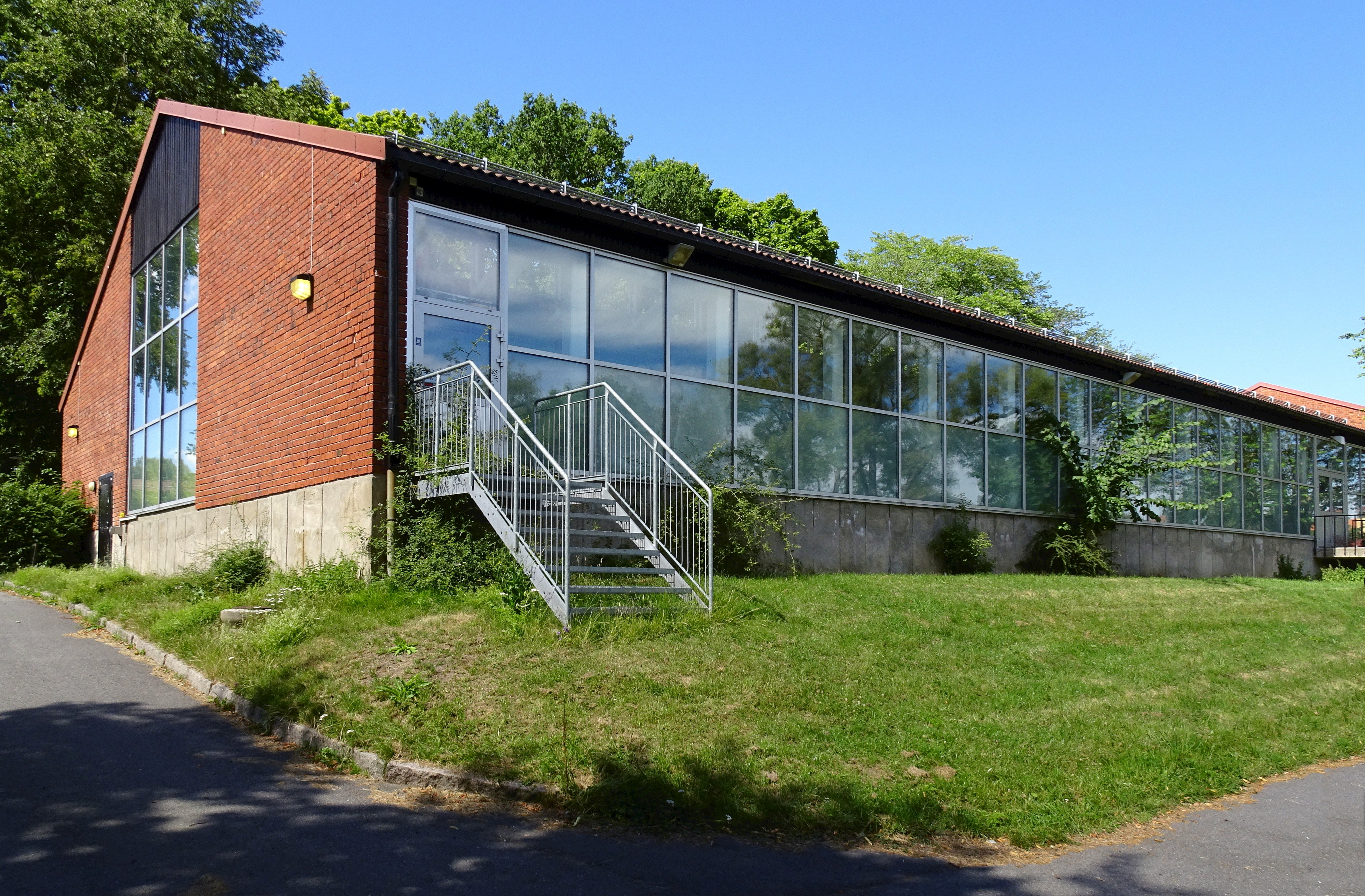
Östra längan (Gubbängsbadet)